# Abutilon malirianum
Abutilon malirianum là một loài thực vật có hoa trong họ Cẩm quỳ. Loài này được S.A.Husain & Baquar mô tả khoa học đầu tiên năm 1974.